# Chamaecyparis lawsoniana
Chamaecyparis lawsoniana (A. Murr.) Parl., conhecida pelos nomes comuns de cedro-do-óregão, cedro-do-oregon, cedro-branco, cipreste ou cipreste-de-lawson, é uma árvore da família das cupressáceas, muito utilizada como árvore ornamental. É uma árvore  nativa do noroeste  da América do Norte, no sudoeste do Oregon, e no extremo noroeste da Califórnia, ocorrendo desde o nível médio da água do mar até uma altitude de 1500 m em vales montanhosos, muitas vezes a acompanhar cursos de água.
Caracteriza-se pelo seu porte elevado, atingindo entre 50 a 70 m, com uma copa piramidal e frondosa. A sua madeira é forte e durável. As folhas são escamiformes, decussadas e normalmente agudas, revestindo raminhos disticados na horizontal.
Os estróbilos dispõem-se na extremidade dos braquiblastos (ramos curtos). As inflorescências masculinas são purpúreas, dando origem a gálbulos de 8 a 10 mm, de cor glauca quando recentemente formados, com 6 a 10 escamas de escudo subplano, e castanhos quando maduros, seis a oito meses após a polinização.

## Descrição
Uma grande árvore perene, com exemplares que amadurecem até atingir 200 pé (61 m) de altura ou mais, com troncos de 1,2–2 m (4–7 pé) de diâmetro, excepcionalmente 8−9 pé (5,3 m). A casca é marrom-prateada, com sulcos verticais, e tem 15−25 centímetros (580,7 pol) de espessura perto da base. A folhagem é disposta em ramos planos e rendados com uma aparência plumosa, geralmente de cor um pouco glaucosa (ou seja, verde-azulada). As folhas são em forma de escama, medindo 3–5 mm (1⁄8–3⁄16 polegada) de comprimento, com marcas brancas estreitas na parte inferior, e produzidas em brotos um tanto achatados. A folhagem emite um cheiro bastante pungente, semelhante ao de salsa. Os cones de sementes são globosos, com 7–14 mm (9⁄32–9⁄16 polegada) de diâmetro, com 6–10 escamas, inicialmente verdes, amadurecendo para marrom no início do outono, 6–8 meses após a polinização. Os cones masculinos medem 3–4 mm (1⁄8–5⁄32 polegada) de comprimento, são vermelho-escuros, tornando-se marrons após a liberação do pólen no início da primavera. As sementes caem rapidamente e podem flutuar na água.
Exemplares antigos carecem de ramos perto da base e frequentemente têm copas mortas. Podem viver até cerca de 600 anos de idade.

## Taxonomia
A espécie foi descoberta pela primeira vez (por euro-americanos) perto de Port Orford, Oregon, e introduzida no cultivo em 1854 por coletores que trabalhavam para Charles Lawson FRSE do viveiro Lawson & Son em Edimburgo, Escócia, após quem foi nomeada como Cipreste de Lawson pelo botânico descritivo Andrew Murray. O Departamento de Agricultura dos Estados Unidos oficialmente a chama pelo nome de cedro de Port Orford, assim como a maioria das pessoas em sua área nativa, mas alguns botânicos preferem usar o nome cipreste de Lawson (ou, em casos muito raros, cipreste de Port Orford). O nome "cipreste de Lawson" é amplamente utilizado na horticultura.

## Distribuição e habitat
A espécie é nativa do sudoeste de Oregon e do noroeste da Califórnia, e cresce do nível do mar até 1 500 metros (4 900 pé) nos vales das Montanhas Klamath, frequentemente ao longo de riachos. Ela se desenvolve melhor na extremidade norte de sua distribuição. 

## Ecologia
A casca grossa oferece resistência a incêndios florestais, e a espécie se regenera bem em terrenos perturbados em uma variedade de solos, mas requer umidade consistente. É tolerante à sombra, mas não tanto quanto espécies concorrentes como o pinheiro-do-oriente e o abeto-branco.A população de floresta antiga perto de Coos Bay, Oregon, foi dizimada pela exploração madeireira e incêndios florestais em 1867–1868, e novamente por fogo e doença radicular em 1936.